# Hippomachus
Hippomachus is een vliegengeslacht uit de familie van de roofvliegen (Asilidae).

## Soorten
- H. amnoni Londt, 1985
- H. engeli Londt, 1983
- H. furcatus Londt, 1985
- H. hermanni Londt, 1983
- H. iranensis Londt, 1985
- H. leechi Londt, 1985
- H. mivatus (Walker, 1871)
- H. pegasus (Loew, 1858)
- H. rossi Londt, 1985